# Landgericht Lauterbach
Das Landgericht Lauterbach war von 1821 bis 1879 ein erstinstanzliches Gericht der ordentlichen Gerichtsbarkeit in der Provinz Oberhessen des Großherzogtums Hessen mit Sitz in Lauterbach.

## Gründung
Ab 1821 trennte das Großherzogtum Hessen auch auf der unteren Ebene die Rechtsprechung von der Verwaltung. 
 Die bisher von den Ämtern wahrgenommenen Aufgaben wurden Landräten (zuständig für die Verwaltung) und Landgerichten (zuständig für die Rechtsprechung) übertragen. Der Bezirk des Landgerichts Lauterbach wurde aus den Bezirken des Amtes Lauterbach und des Patrimonialgerichtes Engelrod der der Herrschaft Riedesel gebildet.

## Bezirk
| Gemeinde      | Herkunft                 | Zugang | Abgang | Nach                    |
| ------------- | ------------------------ | ------ | ------ | ----------------------- |
| Allmenrod     | Gericht Engelrod         | 1821   |        |                         |
| Angersbach    | Amt Lauterbach           | 1821   |        |                         |
| Blitzenrod    | Gericht Engelrod         | 1821   |        |                         |
| Dirlammen     | Gericht Engelrod         | 1821   | 1854   | Landgericht Herbstein   |
| Eichelhain    | Gericht Engelrod         | 1821   | 1854   | Landgericht Herbstein   |
| Eichenrod     | Gericht Engelrod         | 1821   | 1854   | Landgericht Herbstein   |
| Engelrod      | Gericht Engelrod         | 1821   | 1854   | Landgericht Herbstein   |
| Frischborn    | Gericht Engelrod         | 1821   |        |                         |
| Heblos        | Amt Lauterbach           | 1821   |        |                         |
| Hörgenau      | Gericht Engelrod         | 1821   | 1854   | Landgericht Herbstein   |
| Hopfmannsfeld | Gericht Engelrod         | 1821   | 1854   | Landgericht Herbstein   |
| Landenhausen  | Landgericht Altenschlirf | 1828   |        |                         |
| Lanzenhain    | Gericht Engelrod         | 1821   | 1854   | Landgericht Herbstein   |
| Lauterbach    | Amt Lauterbach           | 1821   |        |                         |
| Maar          | Amt Lauterbach           | 1821   |        |                         |
| Rebgeshain    | Gericht Engelrod         | 1821   | 1850   | Landgericht Ulrichstein |
| Reuters       | Amt Lauterbach           | 1821   |        |                         |
| Rimlos        | Amt Lauterbach           | 1821   |        |                         |
| Sickendorf    | Gericht Engelrod         | 1821   |        |                         |
| Wallenrod     | Amt Lauterbach           | 1821   |        |                         |
| Wernges       | Amt Lauterbach           | 1821   |        |                         |

## Weitere Entwicklung
1828 wurde die Gemeinde Landenhausen aus dem Landgerichtsbezirk Altenschlirf dem Landgericht Lauterbach zugeordnet.
Zum 1. Oktober 1850 wurde der Ort Rebgeshain ausgegliedert und dem Bezirk des Landgerichts Ulrichstein zugeordnet.
Mit der Reform von 1853 wurden in der Provinz Oberhessen in großem Umfang die Grenzen der Gerichtsbezirke denen der Verwaltungsgrenzen angepasst. So gab das Landgericht Lauterbach mit Wirkung zum 1. September 1854 eine Reihe von Orten an das Landgericht Herbstein ab (siehe Übersicht).

## Ende
Mit dem Gerichtsverfassungsgesetz von 1877 wurden Organisation und Bezeichnungen der Gerichte reichsweit vereinheitlicht. Zum 1. Oktober 1879 hob das Großherzogtum Hessen deshalb die Landgerichte auf. Funktional ersetzt wurden sie durch Amtsgerichte. So ersetzte nun das Amtsgericht Lauterbach das Landgericht Lauterbach. „Landgerichte“ nannten sich nun die den Amtsgerichten direkt übergeordneten Obergerichte. Das Amtsgericht Lauterbach wurde dem Bezirk des Landgerichts Gießen zugeordnet.